# Félix Huete
Félix Huete Piñeno (Carrión de Calatrava, 25 agosto 1914 – Madrid, 6 settembre 2000) è stato un calciatore spagnolo, di ruolo centrocampista.

## Carriera

### Club
Durante la sua carriera ha giocato con varie squadre di club, tra cui principalmente con il Real Madrid, in cui giocò dal 1941 al 1948.

### Nazionale
Conta una presenza con la Nazionale spagnola.

## Palmarès
- Coppa di Spagna: 2

Real Madrid: 1946; 1947
- Coppa Eva Duarte: 1

Real Madrid: 1947